# Edward Routh
Edward John Routh (Quebec, 20 de enero de 1831 - Cambridge, 7 de junio de 1907) fue un matemático inglés, destacado profesor de clases particulares en la Universidad de Cambridge a mediados del siglo XIX. También hizo mucho para sistematizar la teoría matemática de la mecánica y creó varias ideas críticas para el desarrollo de la teoría de los sistemas de control modernos.

## Biografía

### Primeros años
Routh nació en la ciudad de Quebec, de padre inglés y madre francocanadiense, cuando formaba parte de la colonia británica del Bajo Canadá. Se puede rastrear el linaje de su padre hasta la conquista normanda cuando adquirió tierras en Routh, cerca de Beverley, en Yorkshire. La familia de su madre, de apellido Taschereau, estaba bien establecida en Quebec y su ascendencia se remontaba a los primeros días de la presencia francesa en el territorio. Sus padres fueron Sir Randolph Isham Routh (1782–1858) y su segunda esposa, Marie Louise Taschereau (1810–1891). Sir Randolph fue comisario general del ejército británico en 1826, presidente de la Irish Famine Relief Commission (1845-1848) y comisario general adjunto, además de oficial superior del comisario en la batalla de Waterloo. Marie Louise, en cambio, era hija del juez Jean-Thomas Taschereau y hermana del juez Jean-Thomas y del cardenal Elzéar-Alexandre Taschereau.
Routh llegó a Inglaterra a los once años, asistió a la University College School en Hampstead y luego ingresó a la University College de Londres en 1847, después de haber obtenido una beca. Allí estudió con Augustus De Morgan, cuya influencia llevó a Routh a decidirse por la carrera de matemáticas.
Routh obtuvo su BA (1849) y MA (1853) en Londres. Asistió a Peterhouse, en Cambridge, donde fue enseñado por Isaac Todhunter y entrenado por «el fabricante de wranglers» William Hopkins. Durante su estancia en Peterhouse, Routh se unió al equipo de remo de la institución académica. En 1854 se graduó justo por encima de James Clerk Maxwell como Senior Wrangler, compartiendo el Premio Smith con él. Routh fue elegido fellow de Peterhouse en 1856.

### Tutor de matemáticas
Al graduarse, Routh comenzó a trabajar como tutor privado y profesor de clases particulares de matemáticas en Cambridge, haciéndose cargo de los alumnos de William John Steele durante la enfermedad de este último, aunque insistió en que Steele se hiciera cargo de los honorarios. Tras la muerte de Steele, Routh heredó a los alumnos de Steele y luego estableció un récord invicto como preparador de los Mathematical Tripos; entrenó a más de 600 alumnos entre 1855 y 1888, de los cuales 28 de ellos llegaron a ser en Senior Wrangler, superando a Hopkins quien consiguió 17, con 43 de sus alumnos ganando el Premio Smith. Entre sus alumnos más notables podemos citar John Strutt, J. J. Thomson, George Darwin, Joseph Larmor y Alfred North Whitehead.
Routh trabajó concienzuda y sistemáticamente, tomando clases con horarios rígidos de diez alumnos durante el día y pasando las tardes preparando material adicional para los estudiantes más capacitados. Era un firme defensor del sistema competitivo de Cambridge y se desesperó cuando la universidad comenzó a publicar los resultados de los exámenes en orden alfabético, a lo que indicó: "Lo siguiente será correr el Derby alfabéticamente".

### Vida privada
El astrónomo real George Biddell Airy trató de atraer a Routh para que trabajara en el Real Observatorio de Greenwich. Aunque Airy no tuvo éxito, en Greenwich Routh conoció a la hija mayor de Airy, Hilda (1840-1916), con quien se casó en 1864. En ese momento, la universidad exigía el celibato, lo que obligó a Routh a abandonar su beca y mudarse de Peterhouse. En la reforma de los estatutos del colegio, eliminando el requisito del celibato, Routh fue la primera persona elegida para una beca honoraria por Peterhouse. La pareja tuvo cinco hijos y una hija. Routh era un "hombre amable y buen conversador con los amigos, pero con los extraños era tímido y reservado".
Fue miembro de la Royal Society desde 1872 hasta su fallecimiento, y galardonado con el Premio Adams en 1877. Edward Routh murió en Cambridge a la edad de 76 años, el 7 de junio de 1907.

## Obras
- Brougham, Henry; Routh, Edward John (1855). Analytical View of Sir Isaac Newton's Principia. Londres: Longman, Brown, Green and Longmans.
- Routh, E. J. (1877). Treatise on the Stability of a Given State of Motion. MacMillan. Reprinted in 'Stability of Motion' (ed. A.T.Fuller) Londres 1975 (Taylor & Francis).
- — (1898). A Treatise on Dynamics of a Particle. With Numerous Examples. Cambridge: Cambridge University Press.
- — (1905). The Elementary Part of a Treatise on the Dynamics of a System of Rigid Bodies: Being Part I of a Treatise on the Whole Subject. With Numerous Examples.
- — (1905). The Advanced Part of a Treatise on the Dynamics of a System of Rigid Bodies: Being Part II of a Treatise on the Whole Subject. With Numerous Examples. Londres: Macmillan and Co. Ltd.
- — (1909a). A Treatise on Analytical Statics with Numerous Examples Volume I. Cambridge University Press.
- — (1909b). A Treatise on Analytical Statics with Numerous Examples Volume II. Cambridge University Press.